# Молетська астрономічна обсерваторія
Молетська астрономічна обсерваторія — обсерваторія, заснована в 1969 році в Молетському районі, Литва, на відстані 10 км від міста Молетай. Дана наукова установа належить Інституту теоретичної фізики та астрономії Литви.

## Історія обсерваторії
Молетська астрономічна обсерваторія є наступницею Вільнюської астрономічної обсерваторії, яка функціонувала в 1753—1883 роках на території Вільнюського університету і з 1922 року — в парку Вінгіс). Після Другої світової війни світлове забруднення у Вільнюсі унеможливило проведення наукових спостережень, тому було вирішено створити нову обсерваторію в місцевості з темним небом, на відстані 70 км на північ від Вільнюса. Таким чином, в 1969 році була відкрита Молетська астрономічна обсерваторія.

## Обладнання обсерваторії
- 25-см телескоп (в 1969 році було встановлено, а в 1975 році був замінений на АСТ-452)
- АСТ-452, менісковий телескоп Максутова (D = 350/510 мм, F = 1200 мм, в 1975 році встановлено)
- 63-см антена Касегрена (D = 628 мм, F = 10 000 мм, в 1974 році встановлено)
- 165-сантиметровий телескоп Річі — Кретьєна (D = 1650 мм, F = 19: 680 мм, встановлений в 1991 році) — виготовлений в астрономічній обсерваторії Санкт-Пертербурзького університету під керівництвом М. К. Бабаджанянца, дзеркало в Литкаріно створено в 1976 році. Аналогічний пристрій мав був бути встановлений у Бюраканській астрофізичній обсерваторії (Вірменія), але його не встановили внаслідок розпаду СРСР.

## Напрями досліджень
- Фотометрія зоряних об'єктів
- Зоряна астрономія
- Галактична астрономія (Чумацький Шлях)
- Дослідження екзопланет

## Основні досягнення
- Вільнюська фотометрична система — семибарвна фотометрична система (розроблена в 60-тих роках XX століття)
- Відкриття 170 астероїдів
- відкриття NEO у 2010 році[1]
- Відкриття кількох комет

## Цікаві факти
- На території обсерваторії розташований «Литовський етнокосмологічний музей»;

- в даній обсерваторії діє 165-сантиметровий телескоп — найбільший телескоп у Північній Європі (включаючи Велику Британію);
- на честь Молетської астрономічної обсерваторії названо астероїд 124192 Moletai, відкритий її співробітниками